# Bohdan Paczyński
Bohdan Paczyński (* 8. Februar 1940 in Vilnius; † 19. April 2007 in Princeton) war ein in den USA tätiger polnischer Astronom und Astrophysiker.

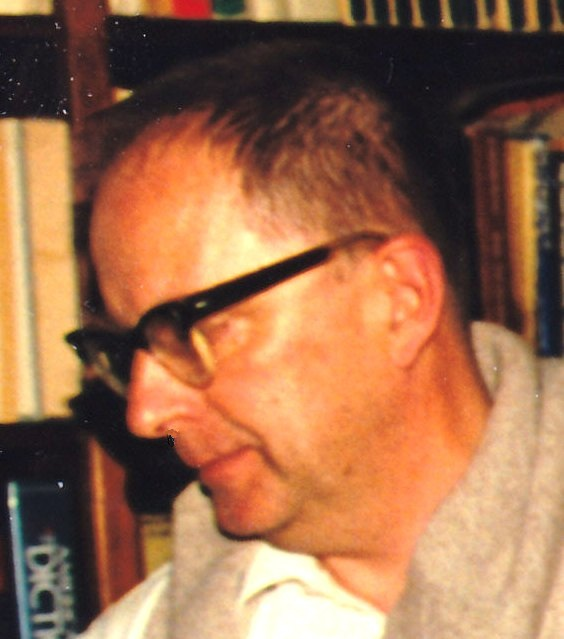
Bohdan Paczyński (1990)

Paczyński wurde in Vilnius (Polen, heute Litauen) geboren. Er erhielt seine akademische Ausbildung an der Universität Warschau, wo er auch 1964 den Doktorgrad erwarb. Bis in die 1980er Jahre war er als wissenschaftlicher Mitarbeiter und später Professor an der Polnischen Akademie der Wissenschaften tätig. 1981 siedelte er in die USA über, wo er Professor an der Princeton University wurde. Im Jahr 1974 wurde er zum Mitglied der Leopoldina gewählt, 1984 zum Mitglied der National Academy of Sciences.
Paczyńskis Hauptinteressengebiete waren der Gravitationslinseneffekt, Gammablitze, veränderliche Sterne und die Struktur von Galaxien.
Er gilt als Initiator der Gravitationslinsenastronomie, dank der etwa Planeten außerhalb des Sonnensystems entdeckt werden können, die wegen ihrer geringen Leuchtkraft durch traditionelle Observation nicht erfasst werden. Bekannt ist er auch für seinen Vorschlag, Microlensing zum Studium Dunkler Materie zu benutzen, und für sein frühzeitiges Eintreten für einen Ursprung der Gammablitze in kollabierenden Sternen in fernen Galaxien, also außerhalb unserer Galaxie.
Er war Ideengeber für zwei zusammen mit polnischen Wissenschaftlern betriebene Überwachungsprogramme. Das Optical Gravitational Lensing Experiment OGLE sucht nach Microlensing-Ereignissen, ursprünglich zur Suche nach Bestandteilen der Dunklen Materie aber mit vielen weiteren Anwendungen bis zur Suche nach Exoplaneten. Der zusammen mit Grzegorz Pojmański initiierte All Sky Automated Survey überwacht automatisch etwa 10 Millionen Sterne bis zur 14. Größenklasse auf der Suche nach veränderlichen Sternen.
Paczyński starb am 19. April 2007 an den Folgen eines Hirntumors.

## Ehrungen
Preise
- 1981 Karl-Schwarzschild-Medaille der Astronomischen Gesellschaft
- 1987 Eddington-Medaille der Royal Astronomical Society
- 1992 Dannie-Heineman-Preis für Astrophysik
- 1997 Henry Draper Medal
- 1999 Goldmedaille der Royal Astronomical Society
- 2000 Bruno-Rossi-Preis
- 2000 Marian-Smoluchowski-Medaille
- 2002 Bruce Medal der Astronomical Society of the Pacific
- 2006 Henry Norris Russell Lectureship

Nach ihm benannt
- Asteroid (11755) Paczynski